# Таїті
Таї́ті або Тагі́ті (фр. Tahiti, таїт. Tahiti) — острів у Тихому океані, входить до складу Французької Полінезії та є тут головним. Це найбільший із Навітряних островів архіпелагу Товариства.

## Географія
Таїті завширшки 45 км і має територію 1045 км². Найвища точка — гора Орохена, 2241 метрів над рівнем океану. Гора Роонуї на південному сході має 1332 метрів. Острів складається з двох приблизно круглих частин із центрами біля вулканів. Ці частини з'єднані коротким перешийком, що має назву Таравао, однакову із невеличким містечком, розташованим там. Північно-західна частина називається Таїті Нуї (велике Таїті), а південно-східна — Таїті Іті (мале Таїті) або Таярапу. Таїті Нуї густо заселене, особливо навколо Папеете. На ньому прокладені дві шосейні магістралі. Таїті Іті залишається відокремленим, а до його південно-східної половини Те Парі можна дістатися тільки човном або пішки через гори. Головна дорога звивається навколо острова, між горами і морем, а внутрішні дороги ведуть вгору повз молочні ферми та сади цитрусових. Із гір відкриваються панорамні краєвиди. На Таїті багато прудких струмків, серед яких виділяється Папеноо на півночі.

Мапа Таїті і Моореа

Поверхню острова вкриває буйний тропічний дощовий ліс.
З листопада по квітень триває сезон дощів. Найдощливіший місяць — січень, впродовж цього місяця в Папеете випадає 335 мм опадів. Найпосушливіший місяць — серпень (48 мм). Середня температура повітря 21 °C, найвища — 31 °C. Упродовж року температура міняється мало. Найнижча зафіксована температура в Папеете — 16 °C, а найвища — 34 °C.

## Історія
Приблизно 5 тисяч років тому мешканці континентального Китаю почали переправлятися через протоку й засновували поселення на Тайвані. Через тисячу років відбулося заселення Філіппін. Незабаром прийшла черга Селебу й Тимору, а звідти інших островів Індонезійського архіпелагу. Десь близько 500 року до Р. Х. розпочався рух в іншому напрямку: з Філіппін до Нової Гвінеї і далі, до островів Тихого океану. Австралонезійці, безсумнівно, є першими мореплавцями в історії людства.
За оцінками Таїті був заселений в III—VII століттях полінезійцями з Тонга і Самоа, хоча дехто з істориків відсуває дату заселення в давніші часи. Родюча земля в поєднанні з рибальством були добрим джерелом харчів.
Першим європейцем, що позначив на карті острів Таїті був Педро Фернандес де Кірос, а сталося це в 1606 році. Першим відвідав острів Самуель Волліс 19 червня 1767 року. Він назвав його Островом короля Георга. Луї Антуан де Бугенвіль, який прибув туди через кілька місяців, спочатку назвав його Новою Китерою. Бугенвіль зробив Таїті відомим усій Європі, опублікувавши свою «Мандрівку навколо світу», у якій описував острів, як земний рай, де чоловіки й жінки живуть далеко від зіпсованого суспільства, у щасливій невинності. Його розповідь утвердила ідею про «шляхетного дикуна» та вплинула на утопічні думки таких філософів передреволюційної епохи, як Жан-Жак Руссо.
У квітні 1769 року острів за таємним наказом лорда адміралтейства відвідав капітан Джеймс Кук. Він облаштував табір у гавані Матавай і залишався на острові до 9 серпня. За його оцінками населення усіх ближніх островів у ланцюжку становило 50 тисяч. Після Кука європейські кораблі відвідували острів часто. Найвідоміший із них «Баунті», екіпаж якого, покинувши острів у 1789 році, вчинив заколот. Європейський вплив зруйнував традиційну громаду, принісши проституцію, венеричні хвороби та алкоголь. Завезені хвороби: тиф, грип і віспа — призвели до численних смертей, і до 1797 року на острові залишилося лише 16 тисяч мешканців. Згодом населення зменшилося до 6 тисяч.

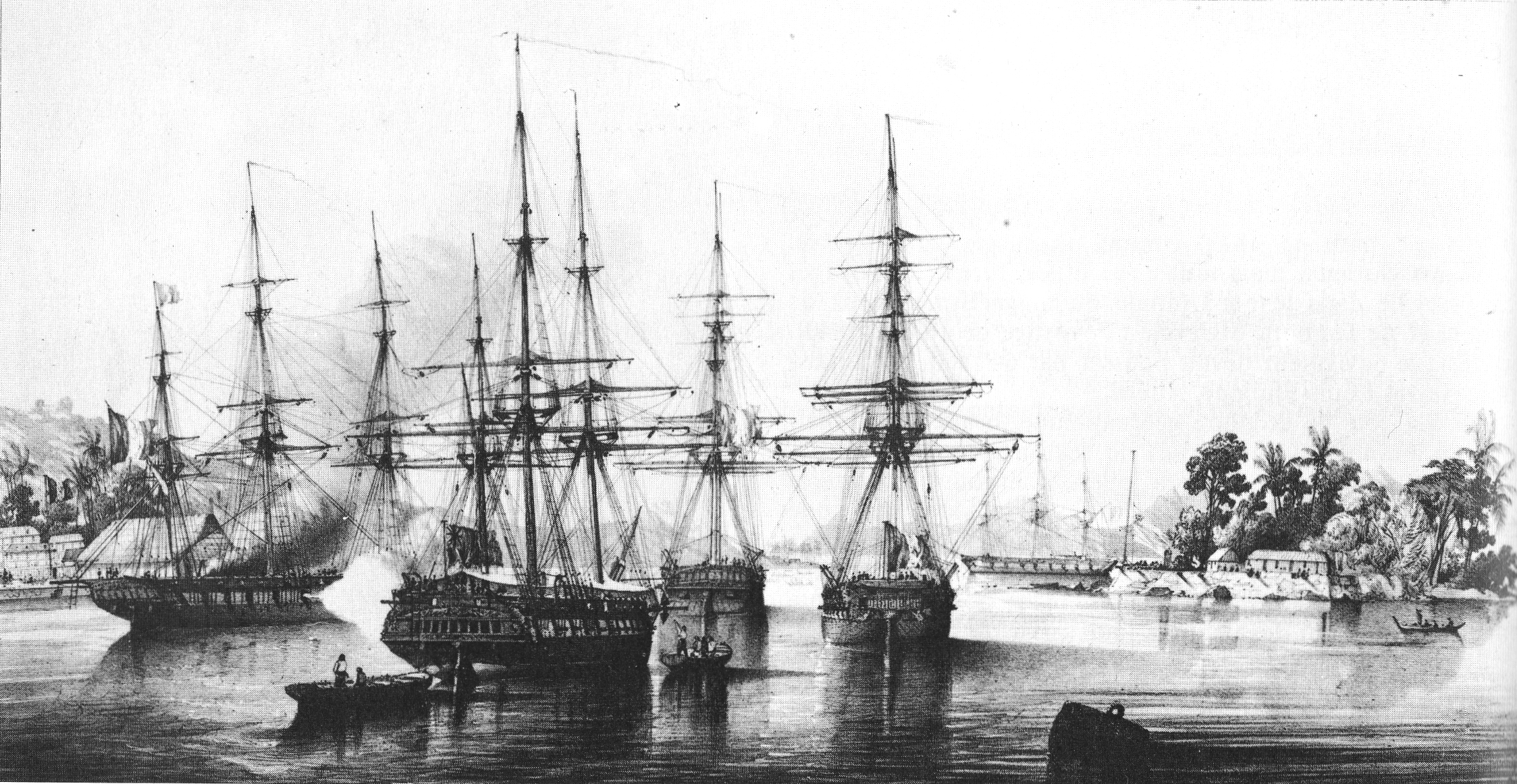
Флот Дюпеті Туара

У 1842 році в Європі виникла політична криза щодо марокканських володінь, за які сперечалися Франція та Велика Британія. Адмірал Абель Дюпеті Туар, діючи незалежно від уряду Франції, переконав королеву Таїті Помаре IV прийняти протекторат Франції. На той час Джордж Прітчард, місіонер-бірмінгемець, який виконував обов'язки британського консула, був відсутнім на острові. Проте він повернувся продовжити свою роботу, поставивши собі за мету налаштувати місцевих жителів проти католиків французів. У листопаді 1843 року Дюпеті Туар, знову за власною ініціативою, висадив на острів моряків, анексувавши його на користь Франції. Прітчарда він посадив у в'язницю, а потім відіслав у Британію.
Новина про події на Таїті добралася до Європи в 1844 році. Французький урядовець Франсуа Гізо за підтримки короля Луї-Філіпа денонсував анексію острова. Однак війна між французами й таїтянами тривала до 1847 року. Острів залишався під протекторатом Франції до 29 червня 1880 року, у якому король Помаре V був змушений поступитися суверенітетом Таїті. Йому надали посаду офіцера Ордену Почесного легіону, а також Ордена заслужених працівників сільського господарства Франції. В 1946 році Таїті, як і вся Французька Полінезія, стали заморськими володіннями. Таїтянам надали французьке громадянство, за що багато років боровся лідер місцевих націоналістів Марсель Пувана'а А Оопа.
 У 2003 році статус Таїті змінився — тепер воно є заморською громадою.
У 1890-х роках на Таїті проживав французький художник Поль Гоген. Він створив чимало портретів таїтянців. У поселенні Папеарі є невеличкий музей Гогена.

## Політика

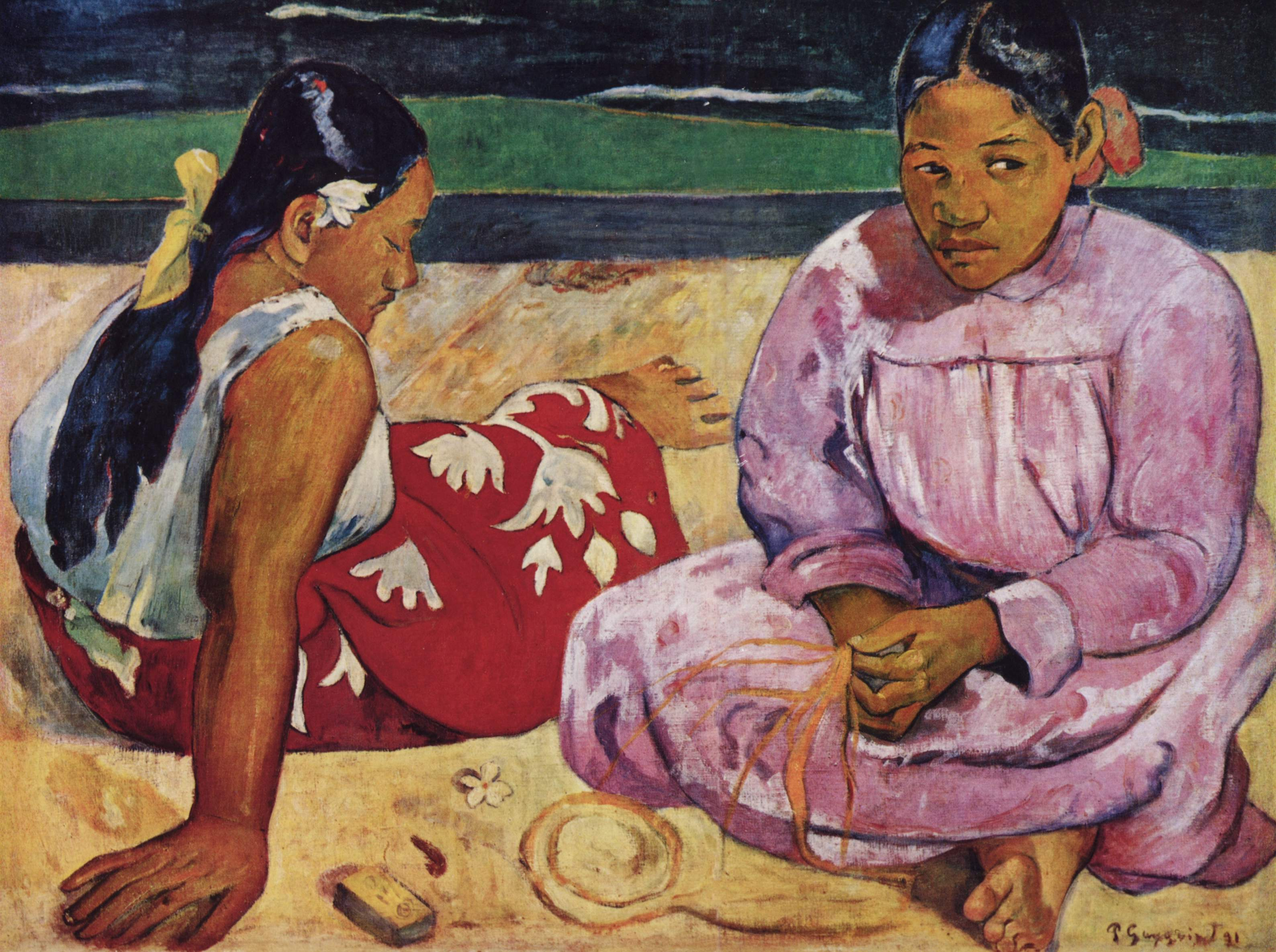
Поль Гоген «Таїтянки на пляжі» (1891)

Таїтянці — громадяни Франції з майже повними громадянськими й політичними правами. На острові розмовляють як таїтянською, так і французькою мовами.
Таїті є складовою частиною Французької Полінезії, її головним островом, входить до адміністративного підрозділу Навітряні острови. Французька Полінезія напівавтономна і має власний законодавчий орган, президента, бюджет та закони. Французький вплив обмежений субсидіями, освітою та службами безпеки. Президент Французької Полінезії Оскар
Темару виступає за повну незалежність від Франції, однак, його підтримує в цьому тільки 20 % населення.
На прес-конференції, яка відбулася 26 червня 2006 року, під час другої зустрічі у верхах між Францією та Океанією, французький президент Жак Шірак сказав, що не вважає, що більшість таїтян бажали б незалежності. Він пообіцяв тримати відкритими двері щодо питання про проведення в майбутньому референдуму.
Вибори до асамблеї Французької Полінезії відбулися 23 березня 2004 року. Несподівано, партія Оскара Темару, яка ратує за незалежність, змогла сформувати уряд, маючи більшість в одне місце й перемігши консервативну партію під проводом Гастона Флоссе. 8 жовтня 2004 року Флоссе вдалося виграти голосування про недовіру уряду, що породило кризу. Виникло питання про те, чи повинен уряд Франції використати свою владу і призначити нові вибори у випадку політичної кризи.

## Демографія
Більшість населення полінезійського походження. Так звані «демі», а також люди з європейським і азійським корінням зосереджені в основному в районі Папеете та його передмісті, особливо в Пунаауя, де вони становлять майже 20 % мешканців.

### Історія населення
| від 50,000 до 200,000    | 16,000 | 8,600  | 10,750 | 11,800 | 11,700  | 14,200  | 16,800  | 19,000  | 23,100  |
| 1951                     | 1956   | 1962   | 1971   | 1977   | 1983    | 1988    | 1996    | 2002    | 2007    |
| 30,500                   | 38,100 | 45,400 | 79,494 | 95,604 | 115,820 | 131,309 | 150,721 | 169,674 | 178,133 |
| Офіційні цифри переписів |        |        |        |        |         |         |         |         |         |